# Valmestroff
Valmestroff (Duits: Walmesdorf) is een gemeente in het Franse departement Moselle (regio Grand Est) en telt 258 inwoners (1999). De gemeente maakt deel uit van het arrondissement Thionville.

## Geografie
De oppervlakte van Valmestroff bedraagt 3,8 km², de bevolkingsdichtheid is 67,9 inwoners per km².
De onderstaande kaart toont de ligging van Valmestroff met de belangrijkste infrastructuur en aangrenzende gemeenten.

## Demografie
Onderstaande figuur toont het verloop van het inwonertal (bron: INSEE-tellingen).